# Passages (film, 2004)
Pour les articles homonymes, voir Passages.
Pour plus de détails, voir Fiche technique et Distribution.
Passages (路程, Lù chéng) est un film chinois réalisé par Yang Chao, sorti en 2004.

## Synopsis
Si Xu et Xiao Ping, deux étudiants amoureux, décident d'investir l'argent de leurs études dans un projet à la ville.

## Fiche technique
- Titre : Passages
- Titre original : 路程 (Lù chéng)
- Réalisation : Yang Chao
- Scénario : Yang Chao
- Musique : An Wei
- Photographie : Zhang Xigui
- Montage : Xue Fangmin
- Production : Yang Haijun
- Société de production : Infinitely Practical Production
- Société de distribution : Zootrope Films (France)
- Pays :  Chine
- Genre : Drame
- Durée : 112 minutes
- Dates de sortie : 
  -  France : 14 mai 2004 (festival de Cannes), 9 août 2006

## Distribution
- Geng Le : Chen
- Chang Jieping : Xiaoping

## Distinctions
Le film a été présenté dans la section Un certain regard lors du festival de Cannes 2004 et a remporté une mention spéciale.